# Biel Bienne
Biel Bienne ist eine zweisprachige (Deutsch und Französisch) Gratis-Wochenzeitung aus der Stadt Biel in der Schweiz.

## Zeitung
Das Verteilgebiet von Biel Bienne umfasst die Stadt Biel mitsamt der Agglomeration, das Seeland, den Berner Jura sowie die Stadt Grenchen.
Die WEMF-beglaubigte Auflage beträgt 108'645 (Vj. 108'783) Exemplare, die Reichweite 104'000 (Vj. 105'000) Leser. Es hat somit mehr Leser als die Tageszeitung Bieler Tagblatt (49'000; WEMF MACH Basic 2018-II).

## Auszeichnungen
- Prix du bilinguisme 2004. Verliehen durch den Verein bilinguisme+.[3]